# Цивильарбайтеры
«Цивильарбайтер» (нем. Zivilarbeiter — «гражданский работник») — термин, относящийся к полякам, проживавшим на территории Генерал-губернаторства (оккупированной нацистами центральной Польши) и использовавшимся Третьим рейхом в качестве принудительных рабочих. Жители оккупированной Польши были угнаны на принудительные работы в Германию на основании так называемых польских указов (нем. Polenerlasse), подвергаясь там дискриминационным правилам.
В сравнении с немецкими или иностранными рабочими из нейтральных и союзных немцам стран («гастарбайтнеймерами», нем. Gastarbeitnehmer), польские цивильарбайтеры получали меньшую зарплату и не могли пользоваться общественными удобствами (например, общественным транспортом) и посещать многие публичные места и частные предприятия (им не было позволено появляться на немецких церковных службах, посещать бассейны или рестораны); им приходилось работать дольше, чем немцам; их норма питания была меньше; для них действовал комендантский час; им часто отказывалось в отпусках и им приходилось работать 7 дней в неделю; им нельзя было жениться без разрешения и обладать деньгами или ценными предметами. Было запрещено иметь велосипеды, фотоаппараты и даже зажигалки. Работникам приходилось носить знак — «польскую P» — на своей одежде.
В конце 1939 года было около 300 000 заключённых из Польши, работающих в Германии. К осени 1944 года их число увеличилось до около 2,8 миллионов (примерно 10 % рабочей силы в Генерал-губернаторстве). Поляки с территорий, захваченных во время немецкого вторжения в Советский Союз и не включённых в состав Генерал-губернаторства (Восточные кресы), считались остарбайтерами.
История польских цивильарбайтеров началась в октябре 1939 года, когда немецкие власти выпустили указ, который ввёл систему обязательных работ для всех жителей в возрасте от 18 до 60 лет. В декабре 1939 года в систему также были включены жители в возрасте от 14 до 18 лет вместе с суровыми наказаниями для нарушителей указа. Люди, которые не работали, вызывались местными властями и высылались работать в Германию. Так как Третий рейх испытывал недостаток рабочих, со временем и те поляки, что имели постоянное место работы, но не считались важными для экономики, высылались в Германию. Использовались и другие методы, такие как знаменитые облавы, прозванные «лапанками». Те, кто не могли предоставить свидетельство о трудоустройстве, автоматически высылались в Германию.
Большинство польских цивильарбайтеров работало в сферах сельского, лесного хозяйства, садоводства, рыболовства, а также в транспорте и промышленности. Некоторые были домработниками. Никто из них не подписывал трудовых контрактов, а их рабочие часы определялись их нанимателями.
- Нашивка принудительных польских рабочих.
- Немецкое объявление от 30 сентября 1939 года в оккупированной Польше с предупреждением о смертном приговоре отказывающимся работать во время сбора урожая.
- Немецко-польский плакат, описывающий «Обязанности польских работников в Германии», включая смертный приговор любым мужчине или женщине из Польши за половую связь с немцем.